# 劇場版 機動戦士ガンダム00 -A wakening of the Trailblazer-
『劇場版 機動戦士ガンダム00 -A wakening of the Trailblazer-』（げきじょうばん きどうせんしガンダムダブルオー ア ウェイクニング オブ ザ トレイルブレイザー）は、2010年（平成22年）9月18日公開の日本のアニメーション映画。副題「A wakening of the Trailblazer」は、和訳すると「先駆者の目覚め」となる。
ガンダムシリーズの劇場作品としては『機動戦士ガンダムF91』以来19年ぶりとなる完全新作である。

## 概要
『機動戦士ガンダム00 セカンドシーズン』終了と同時に2010年の劇場版公開が予告された後、『機動戦士ガンダム00 スペシャルエディション』の特典映像として予告編が順次公開され、公式サイトで同年9月公開予定と発表された。物語の時代は、『00 セカンドシーズン』から2年後の西暦2314年。また、『00』シリーズの完結編でもある。
ガンダムシリーズの完全新作映画の企画としては、2006年に一度『機動戦士ガンダムSEEDシリーズ』の劇場版の制作が発表されていたが、『00 セカンドシーズン』終了時点でもまだ事実上制作が見送られている状態であったため、約3年後に発表された本作が先に制作・公開されることとなった。
ガンダムシリーズの公式作品で初の宇宙起源生物を取り扱う本作は、新聞でもその点が取り上げられるなど、発表時から反響は大きかった。また、その新聞インタビューで監督の水島精二は、批判されることは承知の上である旨を答えている。なお地球外生命体の存在を示唆した公式作品としては『機動戦士ガンダムSEED』が、そして半公式の漫画作品ではあるが地球外生命体との接触と交戦から対話と和解までを描いた作品としては『Gの影忍』が、本作より先行して存在している。
ゲスト声優として俳優の勝地涼が起用されているが、これは本作の音響監督である三間雅文と親交を持つ俳優の小栗旬の指名による。
ガンダム映画作品の配給を多く担当してきた松竹が本作でも配給を担当しており、松竹系の中心的劇場である丸の内ピカデリー2を核とした公開となっているが、東北・北陸・中国・四国・九州地方の一部劇場では少し遅れて2010年10月30日から公開と、全国一斉ではなく大きく2つの時期に分けての公開となった。これまでのガンダム映画と違い、中学生までを対象とした小人向け前売券は販売されず、一般向けのみが発売された。
水島精二はテレビシリーズ企画時に「外宇宙の生物と戦うガンダム」という案を提示していたが、それは却下されてもう1つの案の「戦争根絶のために戦うガンダム」に決まったという経緯がある。テレビシリーズを経て戦争根絶への道が開かれたことを受け、劇場版では新たな敵がまた現れて人類同士の戦いが繰り返されるのではなく、没案となっていた「外宇宙からの来訪者」の要素を取り入れ、言葉も感情も通じない人類とは全く異なる種族との「対話」がテーマとなった。
公開時期が地方で異なる関係上、全国88スクリーンという比較的小規模公開ながら、2010年9月18日から同年9月20日までの3日間で興収2億4962万8400円、動員18万1633人（2010年9月18日と同年9月19日の2日間で興収1億9089万2600円、動員13万4759人）となり、映画観客動員ランキング（興行通信社調べ）で初登場第3位となった。また、ぴあ初日満足度ランキング（ぴあ映画生活調べ）でも第4位と好評価されている。最終興行収入は8.66億円を記録した。
2019年には、『機動戦士ガンダム』40周年プロジェクト「ガンダム映像新体験TOUR」の1作として、同年11月8日から11月21日までの期間限定でイオンシネマ計11館にてULTIRA上映された。

## 物語
イノベイドの力による支配で地球人類を導こうとしたリボンズ・アルマークとソレスタルビーイング (CB) の死闘は、真のイノベイターへの覚醒を遂げて人類同士の相互理解への道を示した、刹那・F・セイエイの勝利によって幕を閉じた。情報操作によって悪行を隠蔽し続けていた独立治安維持部隊アロウズは解体され、世界は再編成された地球連邦平和維持軍（連邦軍）による保護下で、ようやく真の平和へ向けて歩み始めたのだった。
それから2年後の西暦2314年。表舞台から姿を消したCBの刹那やロックオン・ストラトスたちは戦争の抑止力となるべく秘密裏に活動を続けていたが、新たな戦争の火種が迫りつつあった。その発端は、130年前に廃船となったはずの木星探査船「エウロパ」の地球圏への漂着であり、生体反応が無かった同船は地球への落下被害を防ぐため、連邦軍のイノベイターであるデカルト・シャーマン大尉の手で破壊される。しかし、この一件以降、無人の乗り物の暴走、イノベイターへ覚醒しつつある人々への脳量子波の干渉、人体へ寄生する謎の金属生命体の発見などの怪事件が頻発し始めた。
新たな戦いを予期したCBは、巡礼の旅に出ていたアレルヤ・ハプティズムやソーマ･ピーリス（マリー・パーファシー）と合流し、謎の金属生命体の調査に宇宙へ上がるが、そこに破壊されたはずのエウロパが無数の金属生命体と共に現れ、CBに襲いかかってきた。それらの放つ強烈な脳量子波に刹那は翻弄されるが、救助に現れたティエリア・アーデによって窮地を脱する。地球連邦政府に「ELS」と名付けられた金属生命体は、脳量子波に惹きつけられる特性を持っていた。政府は木星から新たに現れたELSの大群との接触を図り、デカルトを含めた先遣艦隊を火星圏へ送るが、艦隊は救援に駆けつけた刹那の目の前で成す術もなく浸食され、壊滅する。刹那はトランザムバーストでELSとの対話を試みるものの、その膨大な情報を受け止めきれず、脳にダメージを受けて昏睡状態に陥ってしまう。
ELSを敵性生物と判断した政府は、地球への侵攻を阻止すべく決戦の準備を進め、絶対防衛線へ全戦力を集結させる。決戦にはCBも参加するが、1万対1という戦力差に加え、MSや巡洋艦の能力、GN粒子すらもコピーし、さらには連邦軍の攻撃を迅速に分析して無効化するといった、ELSの驚異的な学習能力に圧倒されてしまう。敗北が決定的となったその時、夢の中でかつての仲間たちに支えられて昏睡状態から回復した刹那が、新たなガンダム「ダブルオークアンタ」を駆って超大型ELSの中枢へ飛び込み、ティエリアによるサポートのもとで対話のためのシステム「クアンタムバースト」を発動させる。その瞬間、刹那はELSが滅亡しかけた母星から脱出して人類に助けを求めていたことを理解し、ELSも人類が自分たちのような「群」ではなく「個」を基準としていることを理解した。刹那はELSとのさらなる相互理解のために彼らの母星を訪れることを決意し、ダブルオークアンタの量子テレポートで外宇宙へ旅立つ。それと同時にすべてのELSは1か所へ集結し、人類との友好の証として地上からも目視できる大輪の花に変化した。
それから50年後の西暦2364年。ELSの花は宇宙ステーションとして利用され、人類の4割がイノベイターへ進化した。人類がELSと共存しながら外宇宙へ進出していく中、ELSとの対話を終えて50年ぶりに地球へ帰還した刹那は、老いたマリナ・イスマイールのもとを訪れる。それぞれの歩んできた道が間違っていなかったことを確認し合う刹那とマリナの彼方では、刹那と同様にELSとの融合を果たしていたダブルオークアンタ（ELSクアンタ）が、花々に包まれるのだった。

## 登場人物
メインキャラクター
- 刹那・F・セイエイ - 宮野真守
- ロックオン・ストラトス - 三木眞一郎
- アレルヤ・ハプティズム - 吉野裕行
- ティエリア・アーデ - 神谷浩史
- デカルト・シャーマン - 勝地涼

ソレスタルビーイング
- スメラギ・李・ノリエガ - 本名陽子
- ラッセ・アイオン - 東地宏樹
- イアン・ヴァスティ - 梅津秀行
- フェルト・グレイス - 高垣彩陽
- ミレイナ・ヴァスティ - 戸松遥
- リンダ・ヴァスティ - 早水リサ
- ソーマ・ピーリス（マリー・パーファシー）、ハロ - 小笠原亜里沙

地球連邦平和維持軍
- グラハム・エーカー - 中村悠一
- ビリー・カタギリ - うえだゆうじ
- カティ・マネキン - 高山みなみ
- パトリック・コーラサワー、キム中将 - 浜田賢二
- アンドレイ・スミルノフ - 白鳥哲
- イノベイド技術担当 - 置鮎龍太郎

地球連邦
- クラウス・グラード - 川島得愛
- シーリン・バフティヤール - 根谷美智子
- ミーナ・カーマイン - 釘宮理恵
- 大統領 - 藤田淑子
- 防衛長官 - 谷口節
- 報道官 - 白石涼子
- 補佐官 - 小松史法
- 技術士官 - 遊佐浩二
- 参謀議長 - 小室正幸
- 主席補佐官 - 長島真祐
- 副官 - 小形満

アザディスタン王国
- マリナ・イスマイール - 恒松あゆみ

民間人
- 沙慈・クロスロード - 入野自由
- ルイス・ハレヴィ - 斎藤千和

その他の登場人物
- イオリア・シュヘンベルグ - 磯部勉
- E・A・レイ - 古谷徹
- リヒテンダール・ツエーリ - 我妻正崇
- クリスティナ・シエラ - 佐藤有世
- アレハンドロ - 松本保典
- イケダ - 四宮豪

担当名ノンクレジット
- 古島清孝
- 高口公介
- 早志勇紀
- 疋田高志
- 西墻由香
- 奈良徹
- 佐藤健輔
- 廣田詩夢
- 清水美智子
- 星野貴紀
- 峯暢也
- 三神要

## 登場兵器
ソレスタルビーイング
- GNT-0000 ダブルオークアンタ
- GN-010 ガンダムサバーニャ
- GN-011 ガンダムハルート
- CB-002 ラファエルガンダム
  - GN-008RE セラヴィーガンダムII

- GN-0000RE+GNR-010 ダブルオーライザー（粒子貯蔵タンク型）
- GN-002RE ガンダムデュナメスリペア
- CBNGN-003 ユニオンフラッグ ソレスタルビーイング仕様（フラッグ改）
- CBS-742 プトレマイオス2改
- 輸送艦

地球連邦平和維持軍
- GNX-609T ジンクスIII（連邦カラー）
- GNX-803T ジンクスIV / ジンクスIV（指揮官機）
- GNX-Y903VS ブレイヴ一般用試験機
  - GNX-Y903VW ブレイヴ指揮官用試験機

- GNMA-Y0002V ガデラーザ
- GNZ-004/BW ガガキャノン
- MA-115HT ユニオンリアルドホバータンク ダブルバレル（連邦カラー）
- VMS-15OP ユニオンリアルド宇宙型（連邦カラー）
- SVMS-01OA オーバーフラッグ宇宙型（連邦カラー）
- AEU-05OP AEUヘリオン宇宙型（連邦カラー）
- AEU-09OP AEUイナクト宇宙型（連邦カラー）
- MSJ-06II-E ティエレン宇宙型（連邦カラー）
- バイカル級航宙巡洋艦
- ヴォルガ級航宙巡洋艦
- ナイル級大型航宙戦艦
- ウラル級大型輸送艦
- バージニア級試験特務艦「アルトリウス」
- バージニア級輸送艦武装強化型
- EDI-402 ラオホゥ級輸送艦武装強化型
- コロニー型外宇宙航行母艦「ソレスタルビーイング」

コロニー公社
- GNX-609T ジンクスIII（コロニー公社カラー）

その他
- MAJ-S08 シャオショウ
- 木星探査船「エウロパ」
- 外宇宙航行艦「スメラギ」
- GNW-100A サキブレ（宇宙探査用MS）

## 用語
ELS（エルス）
「地球外変異性金属体 (Extraterrestrial Living-metal Shapeshifter)」の略で、ガンダムシリーズのアニメ作品における敵としては、初の地球外生命体。身体は自在に変形できる金属で構成されており、知性は有するものの、地球人とはかけ離れたメンタリティを持ち、脳量子波によってコミュニケーションを行う生命体である。また、“個”ではなく“群”として個体間でネットワークを形成した並列思考を行っているため、その思考情報量は地球人の許容量を遥かに凌駕する。大きさは人間サイズから戦艦サイズまで様々で、特に中枢を担うものは月とほぼ同じ大きさを持っている。
ELSの母星は太陽系外の木星型ガス惑星であり、惑星内部の液体金属の海中で誕生し、独自の進化を果たしている。木星の大赤斑に存在するワームホールの出口より出現し、96日間（約3か月）で地球圏へ辿り着いた。
生物・無生物を問わず、接触した物質と融合する能力や物質が有する能力を模倣する能力を持ち、相手がMSや戦艦であれば粒子ビームやGNフィールドなどの武装まで模倣できる。ただし、擬態MSや戦艦から放出されるGN粒子やビームの色は紫色であり、独特の音を発している。これは、敵味方が高速で動き回る本作の戦闘シーンにおいて、映画の観客が地球製のMSとELSの擬態MSを区別できるように、という配慮も含んだ演出である。基本的にELSに取り込まれた者は死亡してしまうが、脳量子波の因子を持ち、浸食時にELSからの膨大な情報を受け流すことができた場合は、人体の生命活動への影響は起こらない。
地球圏へ到達したELSは待ち構えていた連邦軍と交戦状態になり、連邦軍艦隊の70パーセントを壊滅させたが、実は彼らに地球人類への敵対意思は無かった。ELSの母星は主星の白色矮星化とそれによって発生した惑星状星雲に飲み込まれて滅亡寸前であったため、彼らは自身の形成した巨大コロニー（超大型ELS）に乗り込んで母星を離れ、宇宙を放浪中に偶然遭遇した者たちへ助けを求めていただけであり、MSや地球人の姿を模していたことも、彼らなりの対話やSOSの意思表明に過ぎず、地球人と融合するという行為も、異分子と1つになることで相互理解を成そうとする、彼らなりのコミュニケーション方法だった。脳量子波を持つ者を襲って融合を試みたのも、肥大化した固体内で意識を共有するには脳量子波が不可欠だったためである。
その後、刹那によって相互理解を果たしたことで人類との共存が可能となり、ELSとの融合によって共生関係にある人間や、人間とELSが共同で操作するMS「サキブレ」なども登場した。
映画「ソレスタルビーイング」
作中の世界で公開されている映画（劇中劇）で、西暦2314年に地球連邦新政府のプロパガンダとして制作された。「史実を元にした」という触れ込みの下、CBとアロウズの戦いを描いている。ただし、その筋書きはCBを正義の味方に、アロウズを悪役に据えたドラマチックな勧善懲悪の物語に仕立て上げられており、本物とは似ても似つかない別人が演じているガンダムマイスターたちがカタロンに味方し、アロウズのリーダーとして君臨しているという設定のアレハンドロ・コーナーを倒すという内容となっている。その他にも人物や機体などのあらゆる点が脚色されていたため、友人と一緒に鑑賞した沙慈・クロスロードを「（戦争を）美化し過ぎだよ」と呆れさせていた。

## スタッフ
- 企画 - サンライズ
- 原作 - 矢立肇、富野由悠季
- 脚本 - 黒田洋介
- キャラクターデザイン - 高河ゆん、千葉道徳
- メカニックデザイン - 海老川兼武、柳瀬敬之、寺岡賢司、福地仁、鷲尾直広、中谷誠一
- 美術デザイン - 須江信人
- 美術監督 - 若松栄司
- 色彩設計 - 手嶋明美
- 撮影監督 - 葛山剛士
- 編集 - 野尻由紀子
- 音楽 - 川井憲次
- 音響監督 - 三間雅文
- 音響効果 - 倉橋静男
- エグゼクティブプロデューサー - 宮河恭夫、竹田青滋、川城和実
- プロデューサー - 佐々木新、池谷浩臣、丸山博雄、桑園裕子
- 製作 - サンライズ、毎日放送、バンダイビジュアル
- 監督 - 水島精二

## 楽曲
主題歌
「閉ざされた世界」
作詞 - 菅波栄純 / 作曲・編曲・歌 - THE BACK HORN
「クオリア」
作詞 - TAKUYA∞ / 編曲 - UVERworld、平出悟 / 作曲・歌 - UVERworld
ガンダム映画としては初のダブル主題歌として使用された。
挿入歌
「もう何も怖くない、怖くはない」
編曲 - 西田マサラ / 作詞・作曲・歌 - 石川智晶
イメージソング
「CHANGE」
作詞・作曲 - TAKUYA∞ / 編曲 - UVERworld、平出悟 / 歌 - UVERworld
劇場版キャンペーン「Supporter's meeting 2010」テーマソング
「警鐘」
作詞 - 菅波栄純 / 作曲・編曲・歌 - THE BACK HORN

## 書籍
特に記述の無いものは、劇場版と同じタイトル名。
小説
木村暢（著）/ 今泉良一、柳瀬敬之、羽音たらく（イラスト）、角川書店〈角川スニーカー文庫〉、全1冊、2010年10月1日発行、ISBN 978-4-04-473609-5
「完全小説化」と銘打った、劇場版のノベライズ作品。
漫画
介錯（作画）、角川書店〈角川コミックス・エース〉、全1巻、2011年1月26日発売、ISBN 978-4-04-715615-9
劇場版のコミカライズ作品。『ガンダムエース』（第1話は増刊『ガンダム00エース』）にて連載。

## ソフト化
発売・販売元はバンダイビジュアル（現：バンダイナムコアーツ）。
- 【初回限定生産】劇場版 機動戦士ガンダム00 -A wakening of the Trailblazer- Blu-ray Disc COMPLETE EDITION（2枚組、2010年12月25日発売）
  - ディスク1：本編Blu-ray
    - 映像特典
      - BD-LIVE（現在配信終了。ダウンロード済みのコンテンツは配信終了後も鑑賞可能）
        - 公式Twitterで公開されたヴェーダの記録1〜3
        - 美術ボードギャラリー
        - スタッフオーディオコメンタリー1（監督：水島精二×副監督：角田一樹&長崎健司&名取孝浩×演出：綿田慎也）
        - メカ・艦船設定ギャラリー
        - キャラクター設定ギャラリー
        - シーン03B-カット011 ノーカット版
        - キャスト・スタッフオーディオコメンタリー（宮野真守×三木眞一郎×吉野裕行×神谷浩史×入野自由×監督：水島精二×脚本：黒田洋介）
        - 版権イラストギャラリー
        - スタッフオーディオコメンタリー2（監督：水島精二×副監督：角田一樹×メカニックデザイン：海老川兼武×テクニカルディレクター：宮原洋平）

  - ディスク2：特典Blu-ray
    - 特報集
    - 劇場予告編集
    - TVスポット集
    - EXTRA PV
    - TVシリーズガイド
    - 機動戦士ガンダム00 アナスタシア〈ANIMATION〉
    - Supporter's Gathering2010 - A trailer for the trailblazer Ⅱ -
    - 劇中劇「ソレスタルビーイング」予告
    - 初日舞台挨拶
    - キャストトークショー

  - 封入特典
    - 絵コンテ集（01〜04）
    - シナリオ集
    - 劇場上映生フィルム
    - ブックレット（40ページ）
    - 非売品プレス特別縮刷版（14ページ）

  - 2枚組デジパック仕様
  - 海老川兼武×ガンプラによる特製アートボックス仕様
- 劇場版 機動戦士ガンダム00 -A wakening of the Trailblazer- Blu-ray Disc通常版（1枚組、2010年12月25日発売）
  - 映像特典：COMPLETE EDITION・ディスク1と同様
    - 封入特典
      - ブックレット（16ページ）
- 劇場版 機動戦士ガンダム00 -A wakening of the Trailblazer- DVD版（1枚組、2010年12月25日発売）
  - 封入特典：Blu-ray Disc通常版と同様
- 【2019年2月22日までの期間限定生産】劇場版 機動戦士ガンダム00 -A wakening of the Trailblazer- 4K ULTRA HD Blu-ray（Blu-ray同梱2枚組、2018年2月23日発売）
  - ディスク1：本編4K ULTRA HD Blu-ray
  - ディスク2：本編Blu-ray
  - 音声特典
    - オーディオコメンタリーアーカイブ（既発のBlu-rayに収録のBD-LIVEで2012年2月23日まで配信されたオーディオコメンタリーを再収録）
      - キャスト・スタッフコメンタリー（宮野真守×三木眞一郎×吉野裕行×神谷浩史×入野自由×監督：水島精二×脚本：黒田洋介）
      - スタッフコメンタリー1（監督：水島精二×副監督：角田一樹&長崎健司&名取孝浩×演出：綿田慎也）
      - スタッフコメンタリー2（監督：水島精二×副監督：角田一樹×メカニックデザイン：海老川兼武×テクニカルディレクター：宮原洋平）

  - その他特典
    - キャラクターデザイン・千葉道徳新規描き下ろし特製スリーブケース

## テレビ放送

### 特別番組
映画公開に先駆け、特別番組『機動戦士ガンダム00 スペシャルエディションI ソレスタルビーイング』が放送された。
テレビ放送用に再編集されており、冒頭には劇場版の宣伝映像が、本編のCM前にはテレビシリーズと同じアイキャッチがそれぞれ追加されている。
| 放送地域   | 放送局       | 放送日        | 放送時間                     |
| ---------- | ------------ | ------------- | ---------------------------- |
| 中京広域圏 | 中部日本放送 | 2010年9月4日  | 土曜 2:30 - 4:15（金曜深夜） |
| 関東広域圏 | TBSテレビ    | 2010年9月15日 | 水曜 1:55 - 3:40（火曜深夜） |
| 近畿広域圏 | 毎日放送     | 2010年9月18日 | 土曜 2:55 - 4:40（金曜深夜） |

### 映画本編
| 放送地域   | 放送局             | 放送日         | 放送時間                           | 備考                                                                         |
| ---------- | ------------------ | -------------- | ---------------------------------- | ---------------------------------------------------------------------------- |
| 日本全域   | WOWOWプライム      | 2011年12月29日 | 木曜 20:15 - 22:30                 | ノーカット。 スペシャルエディションI - IIIに続いての放送。                   |
| 日本全域   | チャンネルNECO     | 2013年2月1日   | 金曜 20:50 - 23:00                 | ノーカット。                                                                 |
| 日本全域   | キッズステーション | 2018年6月23日  | 土曜 21:00 - 23:10                 | ノーカット。                                                                 |
| 日本全域   | 日曜アニメ劇場     | 2022年1月30日  | 日曜 19:00 - 21:20                 | ノーカット。                                                                 |
| 近畿広域圏 | 毎日放送           | 2013年4月7日   | 日曜 26:10 - 28:20                 | ノーカット。 CM前にはテレビシリーズと同様にタイトルロゴの アイキャッチあり。 |
| 兵庫県     | サンテレビ         | 2016年12月31日 | 土曜 22:00 - 日曜 0:10（土曜深夜） |                                                                              |